# Anisocentropus flavomarginatus
Anisocentropus flavomarginatus is een schietmot uit de
familie Calamoceratidae. De soort komt voor in het Oriëntaals gebied.